# Braydon Ennor
Braydon Maurice Ennor (Auckland, 16 luglio 1997) è un rugbista a 15 neozelandese, tre quarti centro della franchise dei Crusaders in Super Rugby e di Canterbury in Mitre 10 Cup.

## Biografia
Nativo di Auckland, Ennor studiò presso il Saint Kentigern College dove giocò a rugby nella rappresentativa della scuola vestendo anche i gradi di capitano. Nel 2014 fece parte della selezione under-18 dei Blues, ma, iscrittosi all'Università di Canterbury ad inizio 2016, passò alle giovanili dei Crusaders. Nel 2017 disputò la Mitre 10 Cup nel Canterbury contribuendo con dieci marcature alla vittoria finale della sua squadra. A partire dalla stagione 2018 entrò a far parte della franchigia dei Crusaders con la quale vinse per due volte di fila il Super Rugby.
Ennor fece parte della nazionale under-20 neozelandese nel 2017 aggiudicandosi il mondiale di categoria.
Il 20 luglio 2019 esordì nella Nuova Zelanda subentrando dalla panchina nella partita vittoriosa contro l'Argentina valida per il The Rugby Championship 2019.

## Palmarès

### Club
- Super Rugby: 4
Crusaders: 2018, 2019, 2022, 2023
- National Provincial Championship: 1
Canterbury: 2017
- Super Rugby Aotearoa: 2
Crusaders: 2020, 2021

### Nazionale
- Campionato World Rugby under-20: 1
Nuova Zelanda: 2017